# Douglas Slocombe
Douglas Slocombe (ur. 10 lutego 1913 w Londynie, zm. 22 lutego 2016 tamże) – brytyjski operator filmowy, trzykrotny laureat nagrody BAFTA.

## Życiorys
Był trzykrotnie nominowany do Oscara za zdjęcia do filmów: Podróże z moją ciotką (1972; reż. George Cukor), Julia (1977; reż. Fred Zinnemann) oraz Poszukiwacze zaginionej Arki (1981; reż. Steven Spielberg).
W sumie był autorem zdjęć do ok. 80 filmów; m.in. do serii o przygodach Indiany Jonesa z Harrisonem Fordem w roli głównej.
Odznaczony Orderem Imperium Brytyjskiego. Zasiadał w jury konkursu głównego na 34. MFF w Cannes (1981).

## Wybrana filmografia
- U progu tajemnicy (1945)
- Szlachectwo zobowiązuje (1949)
- Człowiek w białym ubraniu (1951)
- Szajka z Lawendowego Wzgórza (1951)
- Krzyk strachu (1961)
- Doktor Freud (1962)
- Służący (1963)
- Orkan na Jamajce (1965)
- Wszystko dla niej (1965)
- Błękitny Max (1966)
- Nieustraszeni pogromcy wampirów (1967)
- Lew w zimie (1968)
- Włoska robota (1969)
- Kochankowie muzyki (1970)
- Prywatna wojna Murphy’ego (1971)
- Podróże z moją ciotką (1972)
- Jesus Christ Superstar (1973)
- Wielki Gatsby (1974)
- Marsylski kontrakt (1974)
- Hedda (1975)
- Rollerball (1975)
- Łut szczęścia (1975)
- Żeglarz, który utracił łaski morza (1976)
- Julia (1977)
- Karawany (1978)
- Niżyński (1980)
- Poszukiwacze zaginionej Arki (1981)
- Nigdy nie mów nigdy (1983)
- Piraci z Penzance (1983)
- Indiana Jones i Świątynia Zagłady (1984)
- Woda (1985)
- Lady Jane (1986)
- Indiana Jones i ostatnia krucjata (1989)